# 塩狩峠
塩狩峠（しおかりとうげ）は、北海道上川郡比布町（旧石狩国）と上川郡和寒町（旧天塩国）の境にある峠。天塩川水系と石狩川水系の分水界である。

## 概要
標高は263メートル。名寄盆地と上川盆地を結ぶ交通路として開削され、北海道内の旧国名である天塩国の「塩」と、石狩国の「狩」をとって命名された。

### 道路
1898年（明治31年）に現在の国道40号の前身となる仮定県道天塩線が開通。当初は悪路であったが1973年（昭和48年）に改良改修、1991年（平成3年）には現ルートが完成し、勾配やカーブが緩やかな峠になった。高速道路は、2000年（平成12年）に道央自動車道（旭川鷹栖 - 和寒間）が開通。峠付近は大規模な切通しになっている。

### 鉄道
道路開通の翌1899年（明治32年）に宗谷本線の前身である北海道官設鉄道天塩線（蘭留 - 和寒間）が県道と並行して開通した。その10年後の1909年（明治42年）2月28日に列車が分離し、鉄道員の長野政雄が殉職する事故が発生した（塩狩駅#長野政雄の殉職も参照）。この事故は、三浦綾子の小説『塩狩峠』の題材になった。
1916年（大正5年）9月5日には峠の頂上付近に塩狩信号所が設置され、後に塩狩駅として乗降が可能になっている。

## 施設

### 塩狩峠記念館
塩狩駅近くには長野政雄の顕彰碑が建立され、三浦の旧宅を復元した塩狩峠記念館がある。

### わっさむ塩狩峠公園
和寒町公園設置及び管理条例に基づき「わっさむ塩狩峠公園」が設置されている。2022年（令和4年）10月には公園内に三浦綾子の「塩狩峠」の一節を引用した文学碑が建立された。このほか2022年10月末までに鳥瞰図なども設置され整備が完了し、桜の咲く2023年（令和5年）5月に開園セレモニーを開催することになった。

## 周辺
約1600本のエゾヤマ桜（オオヤマザクラ）があり、桜の名所となっている。
1963年（昭和38年）には塩狩駅の東側に国設塩狩スキー場が開設された（現在は廃止され森林に復元されている）。
2013年（平成25年）に塩狩ヒュッテユースホステルが開館した。

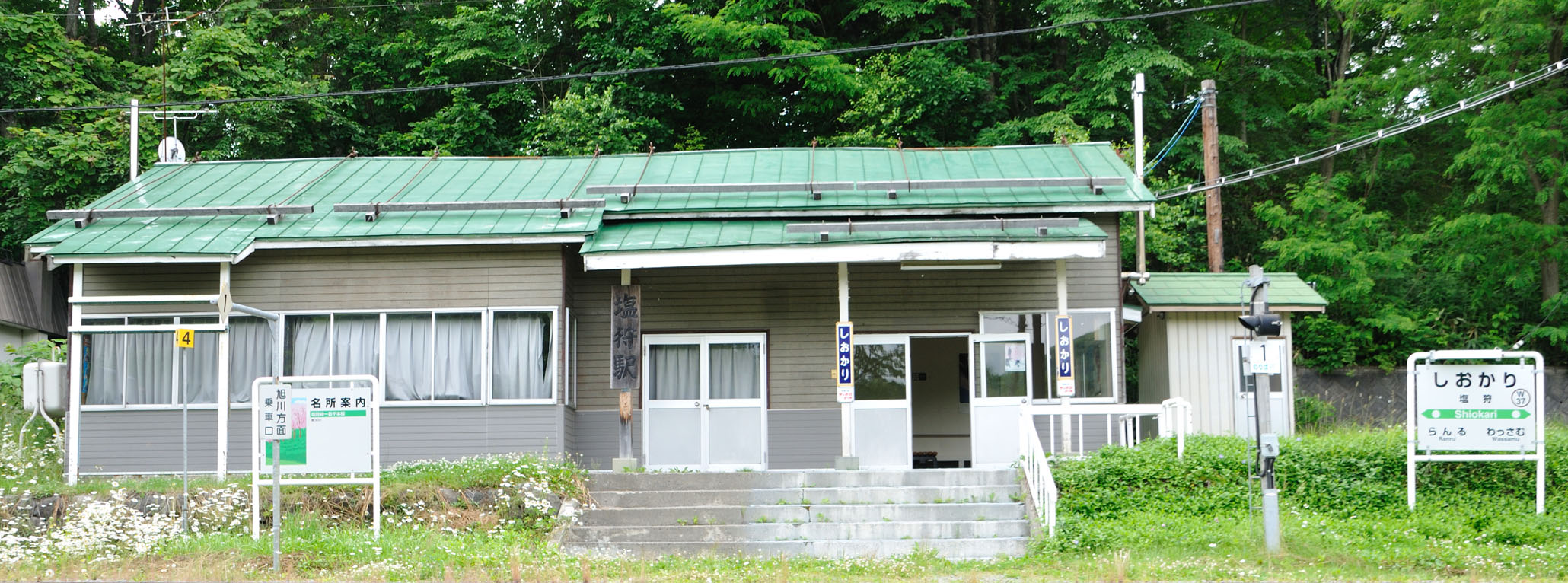
塩狩駅（2009年7月）
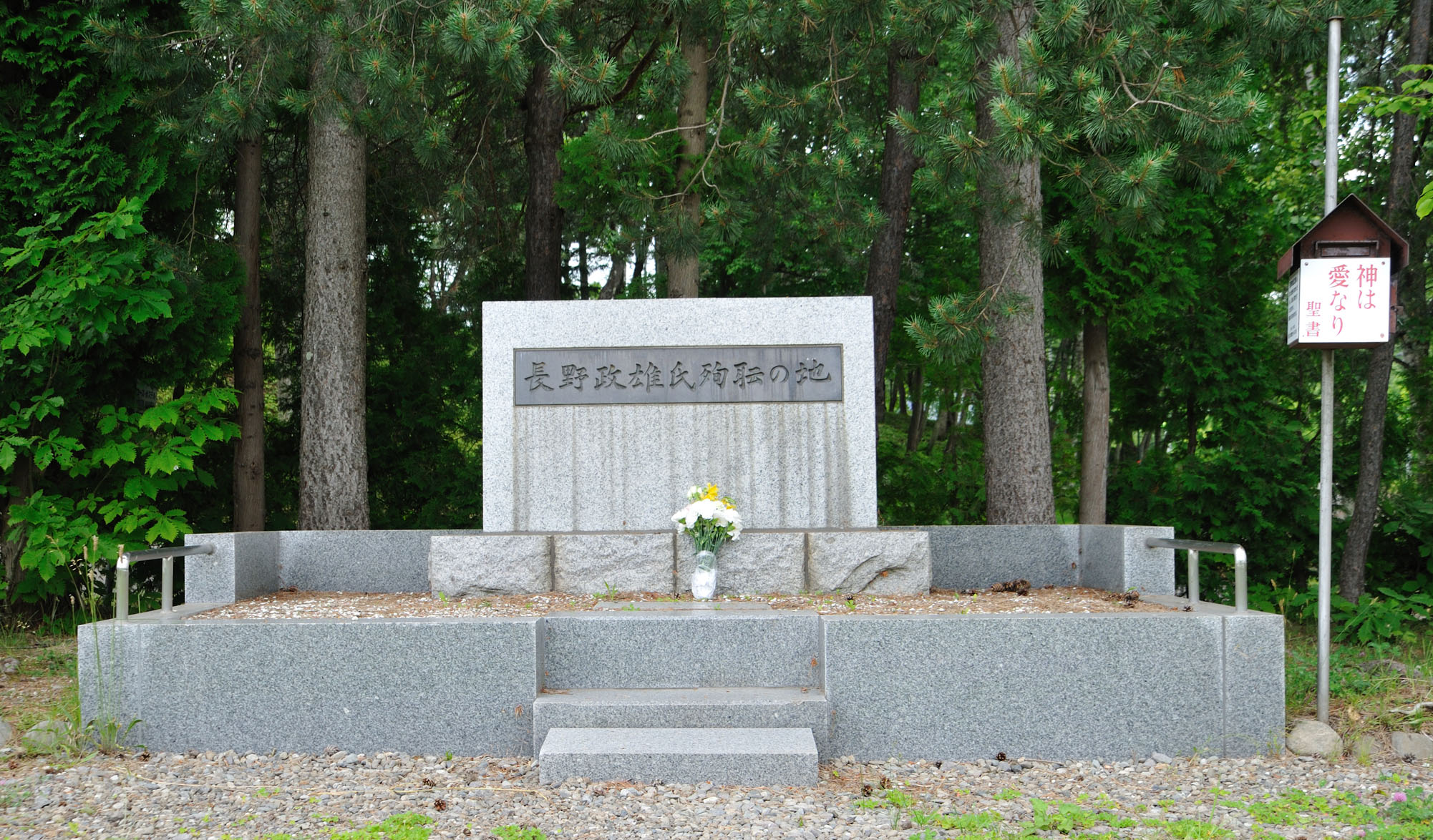
長野政雄顕彰碑（2009年7月・北緯43度58分9秒 東経142度27分17.4秒）
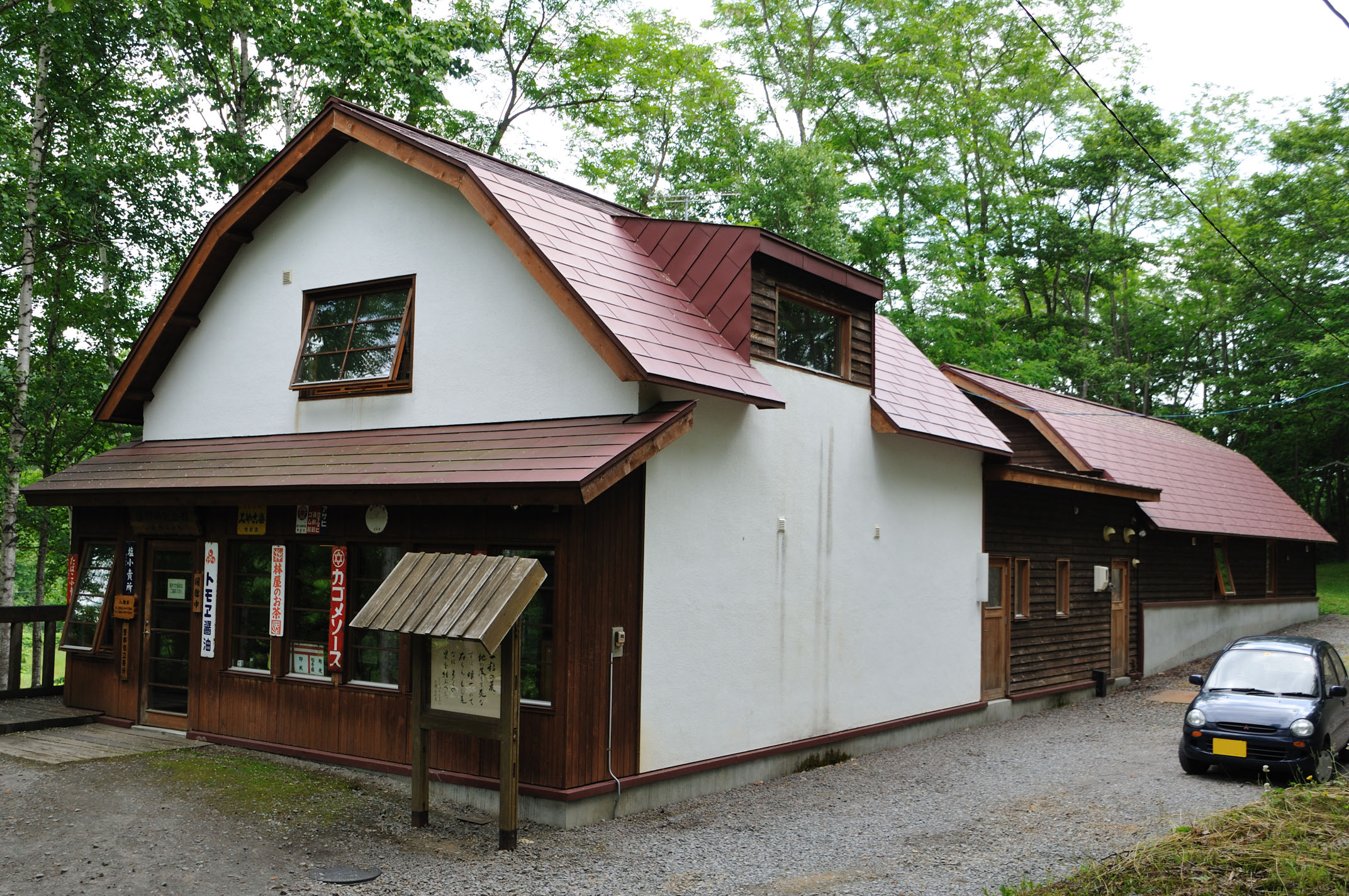
塩狩峠記念館（2009年7月・北緯43度58分7.6秒 東経142度27分16.4秒）